# Kostel svaté Barbory (Mašťov)
Kostel svaté Barbory je římskokatolický hřbitovní kostel zasvěcený svaté Barboře v Mašťově v okrese Chomutov. Od roku 1963 je chráněn jako kulturní památka. Stojí v areálu zrušeného hřbitova ve východní části městečka. Gotické jádro stavby pochází ze čtrnáctého století, ale dochovanou podobu kostel získal v roce 1863, kdy byl novorománsky upraven.

## Historie
Starší německé vlastivědné publikace chybně uvádí existenci kostela už v roce 1193. Ve skutečnosti byl postaven až ve čtrnáctém století a až do roku 1580 sloužil jako farní kostel. V roce 1863 byl významně zrekonstruován a získal novorománskou fasádu. Na přilehlém hřbitově se pohřbívalo od druhé poloviny šestnáctého století do 30. července 1890. Ve druhé polovině dvacátého století kostel chátral.
Duchovní správci kostela jsou uvedeni na stránce: Římskokatolická farnost – děkanství Mašťov.

## Stavební podoba

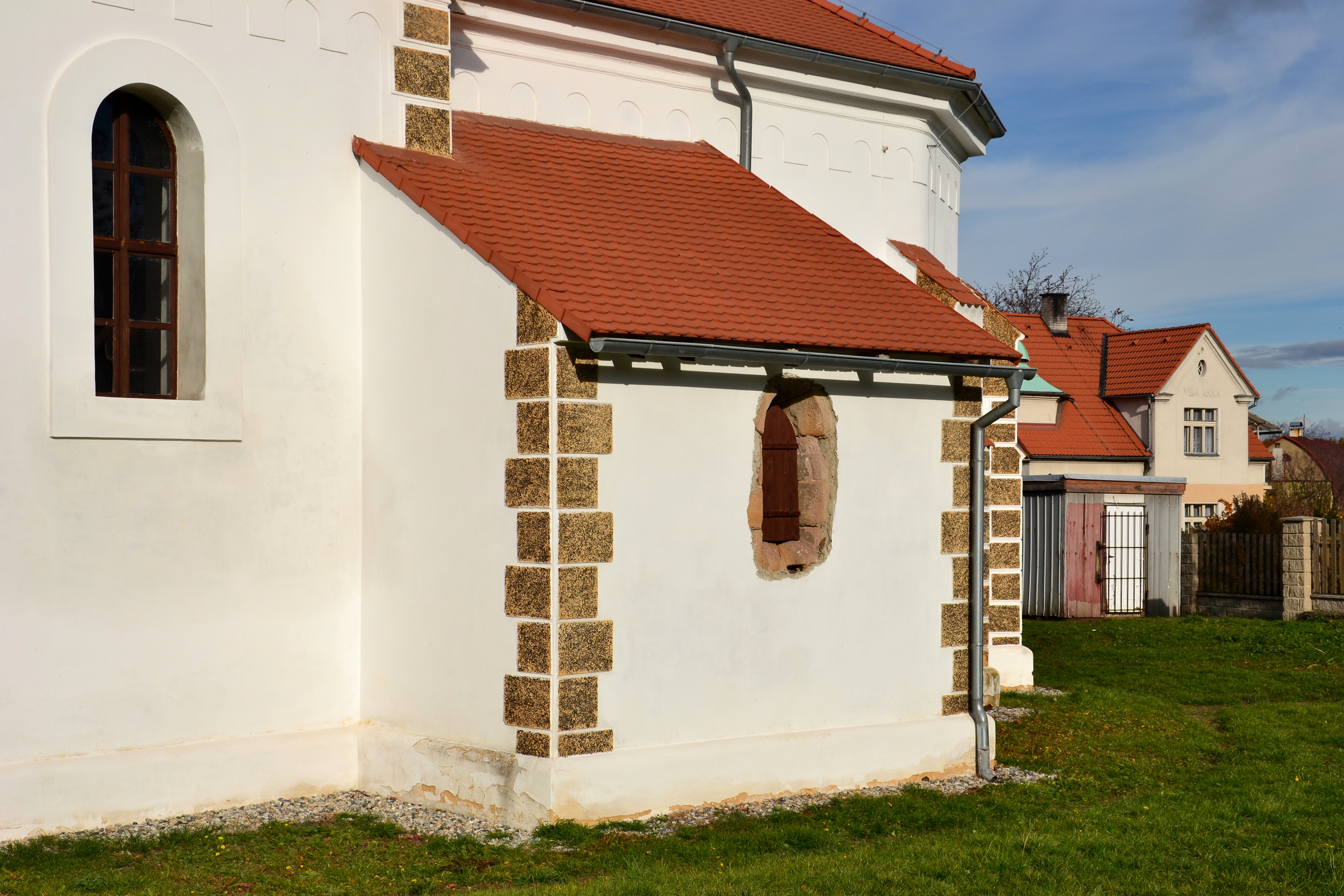
Detail sakristie kostela

Jednolodní obdélný kostel je orientovaný k východu. V západním průčelí stojí čtverhranná věž s předsíní v přízemí. Presbytář je polygonálně zakončený a zaklenutý křížovou klenbou. Do lodi se otevírá vítězným obloukem s kružbovými konzolami. K jižní straně presbytáře je přiložena obdélná sakristie s křížovou klenbou. Zařízení kostela, které pocházelo ze druhé poloviny osmnáctého století, se nedochovalo.